# Červenec 2005
1. července – pátek
- Předsednictví Evropské unie převzala Velká Británie.
- V Bagdádu byl zabit šejch Kamál Addín Ghurajfí, který byl vysoce postaveným spolupracovníkem nejvyššího představitele šíitů, ajatolláha Alího Sistáního.
- Dolní komora německého parlamentu nevyslovila důvěru vládě Gerharda Schrödera. Schröder, který stojí v čele koaličního kabinetu SPD a Strany zelených, si nevyslovení důvěry přál, neboť mu umožnilo požádat prezidenta Horsta Köhlera o vypsání předčasných voleb. Schröder k tomuto kroku sáhl po porážce své strany SPD v regionálních volbách. Není však jasné, zda prezident jeho žádosti vyhoví.
- Při americkém bombardování údajných teroristů ve vesnici ve východním Afghánistánu bylo podle pozdějšího prohlášení místního guvernéra zabito 17 civilistů včetně žen a dětí. Americká armáda nad ztrátou civilních životů vyjádřila politování, nicméně trvá na tom, že zaútočila na „legitimní cíl“ a že mezi mrtvými byli i „teroristé“.

2. července – sobota
- Sérii koncertů Live 8 v deseti městech po celém světě navštívilo asi 1,5 milionu diváků a několik set milionů dalších sledovalo živý televizní přenos. Koncerty, které proběhly ve Filadelfii, Barrii (Kanada), Torontu, Tokiu, Moskvě, Johannesburgu, Berlíně, Římě, Paříži a Londýně, měly upozornit na chudobu v rozvojových zemích, zejména v Africe. Organizátoři akce doufají, že tak ovlivní jednání skupiny G 8, která sdružuje nejvlivnější země světa.
- Před budovami misí OSN a OBSE v kosovském hlavním městě Prištině vybuchly bomby umístěné v automobilech. Nálož vybuchla i před nedalekou vládní budovou. Nikdo nebyl zraněn a není jasné, kdo útoky zorganizoval.
- Útočník opásaný výbušninami se odpálil mezi skupinou zájemců o práci v elitní policejní jednotce v Bagdádu. Zabil nejméně 20 čekatelů. Tato jednotka se často podílí na boji s protivládními povstalci.
- V Bagdádu byl unesen nový egyptský velvyslanec v Iráku.
- Britský týdeník The Observer napsal, že britská pomoc určená pro irácké vládní bezpečnostní síly se dostává do rukou iráckých provládních polovojenských jednotek, které mučí zajatce. Podle Observeru v Iráku existuje tajná síť věznic a k mučení dochází i v budově iráckého ministerstva vnitra. Britské ministerstvo obrany nad zprávou vyjádřilo znepokojení a vyzvalo irácké úřady k vyšetřování těchto případů.

3. července – neděle
- V Albánii přesáhla účast v parlamentních volbách, v nichž se o 140 poslaneckých míst ucházelo přes 20 stran, 50 procent. Podle mezinárodních pozorovatelů odpovídaly volby mezinárodním standardům „pouze částečně“. Při násilí souvisejícím s volbami byli zabiti tři lidé. Volební komise ještě 9. července nevyhlásila výsledky, neboť dosud nevyřídila všechny podané protesty.

4. července – pondělí
- Modul vypouštěný sondou NASA nazvanou Deep Impact se podle plánu srazil s kometou Tempel 1. Sonda tak mohla analyzovat výtrysk hmoty z jádra komety.

6. července – středa
- Evropský parlament odmítl návrh směrnice o softwarových patentech.
- Maltský parlament jednohlasně ratifikoval Ústavu Evropské unie.
- Mezinárodní olympijský výbor rozhodl na zasedání v Singapuru, že letní olympijské hry v roce 2012 uspořádá Londýn.

7. července – čtvrtek
- V Londýně bylo při třech explozích v metru a jednom v autobuse zabito nejméně 50 lidí a nejméně 700 dalších bylo zraněno. Celá síť londýnského metra byla uzavřena a byla zastavena i autobusová doprava v centrální části města.
- BBC uvedla, že k atentátům v Londýně se přihlásila dosud málo známá skupina „Tajná organizace skupina al-Káida organizace islámské svaté války v Evropě“. Podle prohlášení na jejích webových stránkách mají být útoky odplatou „britské sionistické křižácké vládě“ za „masakry páchané Británií v Afghánistánu a Iráku“. Prohlášení, jehož autenticitu není možné ověřit, dále varuje dánskou a italskou vládu před stejnou odplatou, pokud nestáhnou své vojáky z Iráku a Afghánistánu.
- Únosci z organizace al-Káida v Iráku zabili uneseného egyptského velvyslance v Iráku Ihába Šarífa.

8. července – pátek
- Ve Skotsku skončilo jednání skupiny států skupiny G 8. Účastníci se dohodli mj. na zvýšení pomoci rozvojovým zemím o 50 miliard USD ročně, z toho Afrika má dostat polovinu. Palestinská autonomie má obdržet 3 miliardy dolarů. Skupina G 8 se také zavázala k eliminaci všech forem zemědělských dotací „v reálném termínu“, který nebyl blíže upřesněn. Zúčastněné státy prý také hodlají „zpomalovat“, případně „zabrzdit“ růst emisí skleníkových plynů.

9. července – sobota
- Britská policie večer evakuovala asi 20 000 lidí z centra Birminghamu v důsledku podezření, že v oblasti jsou nastražené nálože. Poplach se ukázal jako planý.
- Mluvčí hnutí Tálibán v Afghánistánu oznámil, že jeho bojovníci zabili zajatého amerického vojáka, který patřil ke čtyřčlennému komandu. Dva zbylí členové komanda byli zabiti v boji, jeden zachráněn živý. Vrtulník, který měl komando posílit, sestřelili bojovníci Tálibánu 28. června, při čemž zahynulo 16 amerických vojáků. Americká armáda 11. července oznámila, že našla tělo tohoto údajně popraveného vojáka. Podle amerického velení byl však zabit v boji, nikoli popraven. Na jihu Afghánistánu byla mezitím přepadena hlídka vládních policistů. Povstalci 4 policisty zabili v boji a 6 uřízli hlavu.
- Cenu Křišťálový glóbus za nejlepší film získal na 40. ročníku Mezinárodního filmového festivalu Karlovy Vary polský snímek „Můj Nikifor“.

10. července – neděle
- Sebevražedný útočník se odpálil v davu zájemců o vstup do irácké armády před náborovým střediskem v Bagdádu. Zahynulo nejméně 33 osob a přes 40 bylo zraněno. V Mosulu byli při jiném sebevražedném útoku zabiti 4 policisté a v Kirkúku zabil výbuch nálože uložené v autě 4 civilisty.
- V Lucembursku proběhlo referendum o návrhu Ústavy Evropské unie. Pro schválení ústavy se vyslovilo 56,5 % voličů při více než 90% volební účasti.
- V prezidentských volbách v Kyrgyzstánu zvítězil prozatímní prezident Kurmanbek Bakijev, pro kterého hlasovalo necelých 89 procent voličů. Volební účast byla 75 %.
- Japonsko vypustilo na oběžnou dráhu kolem Země vědeckou družici Astro-EII vybavenou pěti rentgenovými dalekohledy.

11. července – pondělí
- Na 50 tisíc lidí si v bosenském městě Srebrenica připomnělo památku asi 8000 bosenských Muslimů, kteří byli zabiti bosenskosrbskými jednotkami po dobytí města 11. července 1995.

12. července – úterý
- Příslušník palestinské militantní organizace Islámský džihád se odpálil v obchodním středisku v izraelském přístavním městě Netanja. Při explozi bylo zabito 5 dalších lidí a asi 30 bylo zraněno.
- V ČR naposledy vzlétly stíhačky MiG-21.

13. července – středa
- V davu dětí, kterým v Bagdádu američtí vojáci rozdávali sladkosti, se odpálil sebevražedný útočník. Zahynulo nejméně 33 osob, z toho 31 dětí; zabit byl rovněž jeden americký voják a dva další zraněni. Celkem bylo zraněno nejméně 31 osob.
- Izraelská armáda v reakci na včerejší atentát palestinského sebevraha provedla razii v městě Tulkaram na Západním břehu Jordánu. Podle svědků zahájila bez příčiny palbu na stanoviště palestinské policie a jednoho policistu přitom zabila.
- NASA odložila na neurčito plánovaný start raketoplánu Discovery dvě hodiny před startem kvůli špatně fungujícímu detektoru paliva.
- Při srážce tří osobních vlaků na nádraží v jižním Pákistánu zahynulo na 150 lidí a asi 800 bylo zraněno.

14. července – čtvrtek
- V Keni byl zavražděn biskup Luigi Locati.
- Obyvatelé Londýna v poledne dvěma minutami ticha uctili památku obětí útoků, které 7. července provedly patrně přívrženci organizace Al Kajdá v londýnském metru a autobuse.
- Při raketovém útoku palestinských ozbrojenců z organizací Hamás a Brigády mučedníků od Brigád mučedníků od Al-Aksá byla v jižním Izraeli zabita dvaadvacetiletá žena. Následně vypukly v Izraelem okupovaném Pásmu Gazy, odkud byly rakety vypáleny, potyčky mezi palestinskou policií a příslušníky hnutí Hamás, při nichž bylo několik desítek bojovníků z obou stran zraněno a byli zabiti dva kolemjdoucí civilisté.

15. července – pátek
- Slovenský ústavní soud předběžným opatřením zakázal prezidentu republiky Ivanu Gašparovičovi podepsat Ústavní smlouvu Evropské unie. Konzervativní institut M. R. Štefánika totiž podal u ústavního soudu žalobu na to, že schválení ústavy parlamentem místo referendem je v rozporu se slovenskou ústavou a ústavní soud si předběžným opatřením zajistil, že slovenská ratifikace evropské ústavy nenabude platnost dříve, než o této žalobě rozhodne.
- Rumunsko je pustošeno rozsáhlými záplavami, o život přišlo už asi 13 lidí. Zasažena je i část Bulharska.
- Sebevražedný útočník v automobilu zabil v Bagdádu tři strážce iráckého prezidenta Džalála Talabáního. Celkem bylo v hlavním městě Iráku zabito při deseti sebevražedných útocích 16 lidí, většinou vládních vojáků.
- Při raketových útocích izraelského letectva na automobil na okupovaném Západním břehu Jordánu a v Pásmu Gazy bylo zabito sedm příslušníků vojenského křídla palestinské militantní organizace Hamás. Vzájemné raketové útoky mezi palestinskými ozbrojenci a izraelskou armádou pokračují již několikátý den.

16. července – sobota
- Při výbuchu nastražené nálože byli ráno v jižním Iráku zabiti tři příslušníci britských okupačních sil. Večer ve městě Musajjib asi 90 km jižně od Bagdádu se sebevražedný útočník v automobilu naloženém výbušninami odpálil poblíž šíitské mešity. Při výbuchu došlo k explozi nedaleké cisterny přepravující pohonné hmoty. Podle jiné verze vybuchla benzinová stanice. Útok si vyžádal nejméně 58 mrtvých a nejméně 86 zraněných.
- Velení americké armády v Iráku oznámilo, že obvinilo 11 amerických vojáků ze špatného zacházení se zadrženými Iráčany, které američtí okupanti podezřívali z terorismu.
- Na oficiální návštěvu Íránu přicestoval předseda irácké vlády Ibráhím Džaafarí. Jde o první návštěvu iráckého ministerského předsedy v této zemi od roku 1958.
- Vyšel šestý díl Harryho Pottera v angličtině.

20. července – středa
- V americkém Redmontu zemřel ve věku 85 let herec James Doohan. Jeho nejslavnější rolí bylo ztvárnění lodního inženýra Scottyho v první sérii kultovního televizního seriálu Star Trek. Příčinou úmrtí byl zápal plic a Alzheimerova choroba.

21. července – čtvrtek
- V Londýně vybuchly tři nálože v metru a jedna v autobuse. Nikdo nebyl zabit a jen jedna osoba byla zraněna. Podle britské policie útoky spáchaly sebevražední atentátníci, ovšem výbušná zařízení v jejich zavazadlech selhala – explodovaly pouze rozbušky, nikoli vlastní nálože. K zodpovědnosti za útoky se přihlásila muslimská skupina Brigády abú Háfize Masrího, která má být součástí sítě al-Kajdá.
- V Bagdádu byli uneseni dva alžírští diplomaté. K jejich únosu se později přihlásila skupina Jordánce Abú Musab az-Zarkávího.
- Bývalý irácký prezident Saddám Husajn byl před zvláštním iráckým tribunálem obviněn z nezákonného zabavování majetku Kurdů, kteří byli v osmdesátých letech deportováni do Íránu.
- Americká Sněmovna reprezentantů schválila další existenci internačního tábora pro osoby podezřívané americkou vládou z terorismu na základně Guantánamo na Kubě. Poslanci rovněž schválili rezoluci odmítající výzvy k rychlému stažení amerických vojáků z Iráku.

22. července – pátek
- Britská policie zastřelila ve stanici metra v Londýně 27letého Brazilce žijícího v Londýně. Podle tvrzení policie se muž před ní snažil uprchnout a policisté ho podezřívali z příslušnosti k teroristické skupině. Policie později prohlásila, že se jednalo o tragickou nehodu a že muž nebyl s teroristy nijak spojen.

23. července – sobota
- Při třech výbuších v egyptském turistickém letovisku Šarm aš-Šajch na pobřeží Rudého moře bylo zabito nejméně 88 lidí včetně řady zahraničních turistů. Přes 200 lidí bylo zraněno. Při jednom z útoků najel sebevražedný útočník s autem naloženým výbušninami do hotelu, který se po explozi částečně zřítil. Další dvě nálože explodovaly na parkovišti a poblíž pouliční kavárny. K zodpovědnosti za útoky se dosud nikdo nepřihlásil.

24. července – neděle
- V Masarykově onkologickém ústavu v Brně zemřel ve věku 62 let ministr kultury Pavel Dostál (ČSSD).
- Ozbrojení Palestinci ze skupin Islámský džihád a Brigády mučedníků Al-Aksá zastřelili dva izraelské civilisty cestující automobilem do izraelské osady vybudované v okupovaném Pásmu Gazy. Izraelská armáda palbu opětovala a zabila dva útočníky; zraněni byli rovněž dva izraelští vojáci.

26. července – úterý
- Z Kennedyho kosmického střediska na Floridě odstartoval raketoplán Discovery. Jde o první let raketoplánu od katastrofy Columbie před dvěma a půl lety. Při startu Discovery se podle NASA odloupla jedna destička tepelného štítu; není dosud známo, jak je tato závada vážná.

27. července – středa
- Skupina Jordánce Abú Musab az-Zarkávího oznámila, že zabila dva alžírské diplomaty unesené v Bagdádu 21. července. Důvodem měla být podpora, kterou údajně alžírská vláda poskytuje USA. Alžírsko již 25. července všechny zbývající diplomaty z Iráku stáhlo.

28. července – čtvrtek
- Americká kosmická agentura NASA pozastavila další lety raketoplánů až do doby, než se podaří vyjasnit příčiny odtržení kusů materiálu z hlavní palivové nádrže. Úlomky nepoškodily vlastní raketoplán Discovery, který by se dnes měl spojit s vesmírnou stanicí ISS.

29. července – pátek
- Byl oznámen objev planetky (nyní trpasličí planety) 2003 UB313, která má větší rozměry než planeta Pluto.
- Při útoku sebevražedného útočníka opásaného výbušninami v iráckém městě Rabia poblíž syrských hranic bylo zabito nejméně 25 uchazečů o práci u policie a další 35 zraněné.

30. července – sobota
- Česká policie zasáhla proti účastníkům technoparty CzechTek 2005, který se konal na louce poblíž vesnice Mlýnec na Tachovsku. Při zásahu bylo na obou stranách zraněno několik desítek lidí včetně těžkých zranění. Legálnost zásahu i vlastního CzechTeku je předmětem diskusí. Policie 29. července nepravdivě tvrdila, že majitel louky odvolal souhlas s konáním festivalu. Majitelé okolních pozemků podali na účastníky trestní oznámení.
- Uzbekistán vypověděl smlouvu s USA o existenci americké vojenské základny v Chanabádu, kterou Spojené státy využívají pro své operace v Afghánistánu. USA v minulosti podporovaly uzbeckou vládu, která je často obviňována z rozsáhlého porušování lidských práv. Vztahy mezi oběma zeměmi se však zhoršily po americké kritice potlačení protivládních demonstrací v uzbeckém městě Andižan v květnu tohoto roku.
- V Súdánu zahynul při zřícení helikoptéry viceprezident a bývalý vůdce povstalecké Súdánské lidové osvobozenecké armády John Garang. Viceprezidentem se stal 9. července po podepsání mírových dohod s vládou.

31. července – neděle
- Komise připravující návrh irácké ústavy oznámila, že požádá parlament o prodloužení lhůty pro její přípravu o 30 dní. Původně měl parlament schválit novou ústavu do 15. srpna. Podle tiskových agentur USA vyvíjely silný tlak na dodržení původního termínu, neboť si od přijetí ústavy slibují ukončení sunnitské podpory pro útoky povstalců.
- Při výbuchu automobily naloženého výbušninami poblíž policejního stanoviště jižně od Bagdádu bylo zabito sedm civilistů a zraněno 12 osob, z toho tři policisté.